# Musculus levator scapulae
Der Musculus levator scapulae (lat. für „Schulterblattheber“) gehört zur sekundären (also nicht autochthonen) Rückenmuskulatur.
Er entspringt an den Querfortsätzen (Processus transversi) des ersten und zweiten Halswirbels, sowie den Tubercula posteriora des dritten und vierten Halswirbels. Sie setzen am medialen Rand (Margo medialis) und oberen Schulterblattwinkel (Angulus superior scapulae) des Schulterblatts an. An seinem seitlichen Rand befindet sich der Nervus accessorius.
Der Muskel wird durch Halsnerven des Plexus cervicalis und den Nervus dorsalis scapulae innerviert und durch die Arteria cervicalis ascendens, Arteria dorsalis scapulae, Arteria vertebralis und Arteria transversa colli versorgt.
Im seitlichen Halsdreieck (Regio cervicalis lateralis) tritt der Muskel bei Kontraktion am medialen Rand des Musculus trapezius unter der Haut hervor. An der Vorderfläche des Halses hat der Muskel Anschluss an die Skalenusmuskulatur, mit der er auch verwachsen sein kann.